# 紀伊細川站
紀伊細川站（日语：／ Kii-Hosokawa eki */?）是位於和歌山縣伊都郡高野町大字細川，屬於南海電氣鐵道的高野線車站，車站編號為NK84。本站位於海拔363公尺處（高於橋本站的271公尺）。

## 歷史
- 1928年（昭和3年）6月18日 : 高野山電氣鐵道（日语：高野山電気鉄道）高野下站至神谷站（現時：紀伊神谷站）之間開通，細川站啟用。
- 1930年（昭和5年）3月1日 : 車站改名為紀伊細川站。
- 1947年（昭和22年）3月15日 : 高野山電氣鐵道改公司名為南海電氣鐵道。
- 2000年（平成12年）10月 : 車站業務委托子公司南海建築服務（日语：南海ビルサービス）負責。
- 2009年（平成21年）2月6日 : 紀伊清水站、學文路站、九度山站、高野下站、下古澤站、上古澤站、紀伊神谷站、極樂橋站、高野山站、紀之川橋樑（日语：紀ノ川橋梁）、丹生川橋樑和鋼索線均指定為近代化產業遺產（日语：近代化産業遺産）（高野山參詣相關遺產）。
- 2017年（平成29年）10月22日至2018年（平成30年）3月30日 : 颱風21號吹襲日本，此站內發生路基流出事故，高野下站至極樂橋站之間暫停服務[1]。橋本站至高野山站之間安排代行巴士[2]。
- 2018年（平成30年）3月31日 - 路軌修復工程完成。高野下站至極樂橋站之間的列車服務重開[3]。

## 車站構造
本站是地面車站，設有2面2線的相對式月台。由於此站建於山坡之中，因此站房和月台建於斜面上。月台可容納4卡2門車廂。月台上沒有編排月台編號。
站房位於難波方向月台側。兩月台之間設有站內平交道。此站沒有設置自動售票機，乘車時向車站職員取領乘車站證明書，下車時進行結算。此站過去沒有自動閘機，若乘客使用IC卡乘車，需要向職員申報。至2017年才在站內安裝可支援IC卡的自動閘機。

### 月台
| 月台 | 路線   | 上下行 | 方向           |
| ---- | ------ | ------ | -------------- |
| 1    | 高野線 | 下行   | 高野山方向     |
| 2    | 高野線 | 上行   | 橋本、難波方向 |

※上述月台編號沒有於站內標示。在智能手機應用程式「南海App」中，下行月台為1號月台，上行月台為2號月台。車站大樓側為2號月台。

## 利用狀況
在2019年（令和元年）度，1日平均上下車人次為20人。在南海車站（100站）中排名98位。
以下為各年度1日平均上下車人次列表：
| 年度               | 1日平均 上下車人次 | 排名 |
| ------------------ | ------------------ | ---- |
| 1980年（昭和55年） | 203                |      |
| 1985年（昭和60年） | 188                |      |
| 1990年（平成02年） | 152                |      |
| 1995年（平成07年） | 113                |      |
| 2000年（平成12年） | 93                 |      |
| 2001年（平成13年） | 83                 |      |
| 2002年（平成14年） | 74                 |      |
| 2003年（平成15年） | 75                 |      |
| 2004年（平成16年） | 72                 |      |
| 2005年（平成17年） | 62                 |      |
| 2006年（平成18年） | 63                 |      |
| 2007年（平成19年） | 49                 |      |
| 2008年（平成20年） | 47                 |      |
| 2009年（平成21年） | 45                 |      |
| 2010年（平成22年） | 50                 |      |
| 2011年（平成23年） | 50                 |      |
| 2012年（平成24年） | 50                 |      |
| 2013年（平成25年） | 47                 |      |
| 2014年（平成26年） | 40                 |      |
| 2015年（平成27年） | 36                 |      |
| 2016年（平成28年） | 34                 |      |
| 2017年（平成29年） | 21                 |      |
| 2018年（平成30年） | 21                 |      |
| 2019年（令和元年） | 20                 |      |

## 車站周邊
- 八坂神社分社
- 高野町立舊西細川小學（2005年關校）校舍還存在，現時由NPO使用[5]。

## 相鄰車站
南海電氣鐵道
 高野線
■観光列車「天空」
通過
■快速急行（只有高野山方向單向）、■急行、■各站停車
上古澤（NK83）－紀伊細川（NK84）－紀伊神谷（NK85）

## 注腳
1. ↑  台風第21号による被害状況等について（第4報） （2017/10/24 7:00現在）PDF（日語） - 國土交通省
2. ↑  台風21号の影響による列車の運休区間について （页面存档备份，存于）（日語） - 南海電氣鐵道，2017年10月24日
3. ↑  . www.nankai.co.jp.   [2018-04-04]. （原始内容存档于2018-04-02） （日语）.
4. 1 2  ハンドブック南海2020 鉄道事業PDF（日語）
5. ↑  『＜７＞高野の里 １２００年の営み』 （页面存档备份，存于）（日語）(2013年01月08日 讀賣新聞)

## 外部連結
- 紀伊細川 - 南海電氣鐵道